# João Batista Corrêa Néri
João Batista Corrêa Néri (* 6. Oktober 1863 in Campinas, Brasilien; † 1. Februar 1920) war Bischof von Campinas.

## Leben
João Batista Corrêa Néri wurde am 21. Februar 1886 zum Diakon geweiht. Er empfing am 10. April 1886 das Sakrament der Priesterweihe.
Am 29. August 1896 ernannte ihn Papst Leo XIII. zum ersten Bischof von Espírito Santo. Der Internuntius in Brasilien, Girolamo Maria Kardinal Gotti OCD, spendete ihm am 1. November desselben Jahres die Bischofsweihe; Mitkonsekrator war der Sekretär der Hl. Kongregation der Hl. Apostolischen Besuche, Kurienerzbischof Antonio Maria Grasselli OFMConv.
Leo XIII. bestellte ihn am 18. Mai 1901 zum ersten Bischof von Pouso Alegre. Am 3. August 1908 ernannte ihn Papst Pius X. zum ersten Bischof von Campinas.